# Sainte-Lizaigne
Sainte-Lizaigne és un municipi francès, situat al departament de l'Indre i a la regió de Centre – Vall del Loira. L'any 2007 tenia 1.220 habitants.

## Demografia

### Població
El 2007 la població de fet de Sainte-Lizaigne era de 1.220 persones. Hi havia 494 famílies, de les quals 92 eren unipersonals (44 homes vivint sols i 48 dones vivint soles), 167 parelles sense fills, 191 parelles amb fills i 44 famílies monoparentals amb fills.
La població ha evolucionat segons el següent gràfic:
Habitants censats

### Habitatges
El 2007 hi havia 551 habitatges, 491 eren l'habitatge principal de la família, 32 eren segones residències i 28 estaven desocupats. 545 eren cases i 5 eren apartaments. Dels 491 habitatges principals, 414 estaven ocupats pels seus propietaris, 74 estaven llogats i ocupats pels llogaters i 3 estaven cedits a títol gratuït; 1 tenia una cambra, 11 en tenien dues, 75 en tenien tres, 148 en tenien quatre i 256 en tenien cinc o més. 342 habitatges disposaven pel capbaix d'una plaça de pàrquing. A 164 habitatges hi havia un automòbil i a 300 n'hi havia dos o més.

### Piràmide de població
La piràmide de població per edats i sexe el 2009 era:
| Homes | Edats   | Dones |
| ----- | ------- | ----- |
| 0     | 95 o +  | 0     |
| 0     | 90 a 94 | 4     |
| 4     | 85 a 89 | 20    |
| 4     | 80 a 84 | 0     |
| 16    | 75 a 79 | 20    |
| 20    | 70 a 74 | 32    |
| 24    | 65 a 69 | 12    |
| 28    | 60 a 64 | 24    |
| 24    | 55 a 59 | 36    |
| 68    | 50 a 54 | 56    |
| 32    | 45 a 49 | 44    |
| 40    | 40 a 44 | 48    |
| 76    | 35 a 39 | 68    |
| 64    | 30 a 34 | 40    |
| 12    | 25 a 29 | 16    |
| 36    | 20 a 24 | 12    |
| 28    | 15 a 19 | 36    |
| 44    | 10 a 14 | 20    |
| 56    | 5 a 9   | 68    |
| 16    | 0 a 4   | 24    |

## Economia
El 2007 la població en edat de treballar era de 825 persones, 616 eren actives i 209 eren inactives. De les 616 persones actives 584 estaven ocupades (322 homes i 262 dones) i 32 estaven aturades (11 homes i 21 dones). De les 209 persones inactives 95 estaven jubilades, 69 estaven estudiant i 45 estaven classificades com a «altres inactius».

### Ingressos
El 2009 a Sainte-Lizaigne hi havia 495 unitats fiscals que integraven 1.268,5 persones, la mediana anual d'ingressos fiscals per persona era de 19.111 €.

### Activitats econòmiques
Dels 28 establiments que hi havia el 2007, 2 eren d'empreses alimentàries, 1 d'una empresa de fabricació de material elèctric, 2 d'empreses de fabricació d'altres productes industrials, 7 d'empreses de construcció, 6 d'empreses de comerç i reparació d'automòbils, 3 d'empreses de transport, 1 d'una empresa d'hostatgeria i restauració, 1 d'una empresa d'informació i comunicació, 1 d'una empresa financera, 1 d'una empresa immobiliària i 3 d'empreses de serveis.
Dels 9 establiments de servei als particulars que hi havia el 2009, 1 era una oficina de correu, 3 paletes, 1 fusteria, 1 lampisteria, 2 electricistes i 1 restaurant.
Dels 2 establiments comercials que hi havia el 2009, 1 era una botiga de menys de 120 m² i 1 una fleca.
L'any 2000 a Sainte-Lizaigne hi havia 20 explotacions agrícoles que ocupaven un total de 2.142 hectàrees.

## Equipaments sanitaris i escolars
El 2009 hi havia una escola elemental.

## Poblacions més properes
El següent diagrama mostra les poblacions més properes.